# Feijenoord
Pour un article plus général, voir Rotterdam.
Ne doit pas être confondu avec Feyenoord.
Feijenoord est un arrondissement de Rotterdam. Le 1er janvier 2017, Feijenoord comptait 94 007 habitants sur une superficie de 6,44 km2. Le quartier est connu pour avoir donné son nom au club de football du Feyenoord Rotterdam, bien que le club soit aujourd'hui localisé à IJsselmonde.

## Toponymie
L'arrondissement tire son nom de l'ancienne île de Fijenoord, plus tard orthographiée Feijenoord.

## Géographie

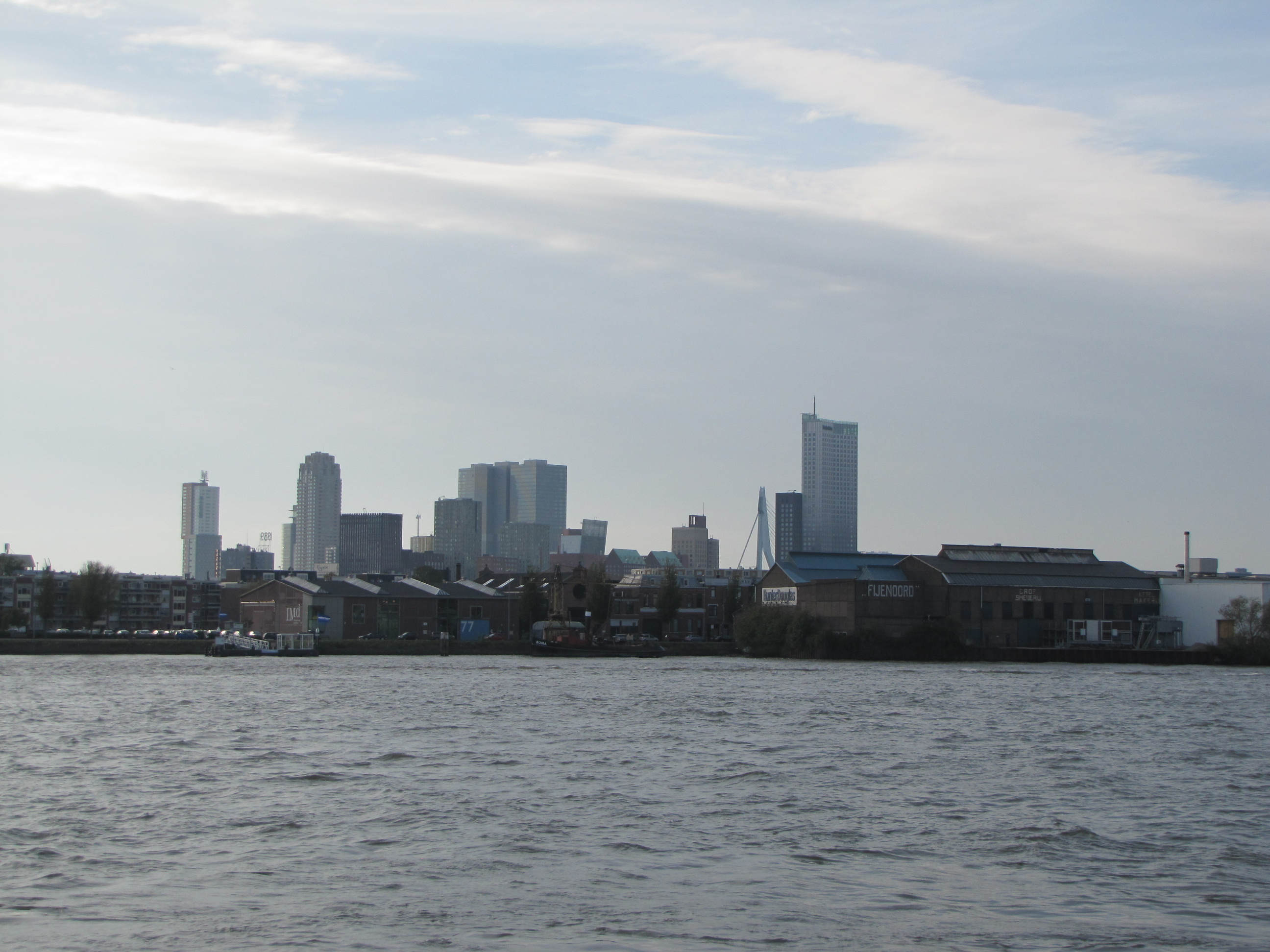
Vue panoramique de Feijenoord avec les gratte-ciels de Kop van Zuid en arrière plan et la Nouvelle Meuse au premier plan (2017).

Feijenoord se situe au sud de la Nouvelle Meuse. Feijenoord est délimité au sud et à l'est par IJsselmonde et à l'ouest par Charlois.

## Quartiers
La deelgemeente est composée de plusieurs quartiers :
- Afrikaanderwijk
- Bloemhof
- Feijenoord
- Hillesluis
- Katendrecht
- Kop van Zuid
- Noordereiland
- Vreewijk